# Flamenc (neerlandès)
|  | Per a altres significats, vegeu «Flamenc». |

Flamenc (en neerlandès Vlaams) és una denominació equívoca de la llengua neerlandesa així com d'una sèrie de variants del neerlandès.
L'etimologia de la paraula flamenc és incerta. La hipòtesi més acceptada és que està emparentada a una arrel germànica flouwen, que significa «ésser emportat per un corrent, fluir», en referència al fet que la regió costenca sovint era inundada.

## Per a designar fenòmens lingüístics
No és una denominació oficial d'una llengua i per la polisèmia és l'origen de molta confusió. El Consell Cultural de Flandes, el predecessor del Govern de Flandes, va decretar el 20 de novembre del 1974 l'ús únic del terme neerlandès per a referir-se a qüestions lingüístiques. Va decidir que en les lleis i decrets anteriors a aquesta data, les paraules «flamenc» o «llengua flamenca» han de ser reemplaçades per «neerlandès» i «llengua neerlandesa».
- Sinònim de neerlandès en general, sobretot en texts antics a Bèlgica o encara en l'actualitat a la península Ibèrica i França. Al temps de l'ocupació per Castella s'hi solia utilitzar la paraula Flandes com a pars pro toto per a tot el territori de les Disset Províncies. Flamenc, l'adjectiu derivat de Flandes era utilitzat per a designar la llengua o les llengües que s'hi parlaven. Flamenc i holandès són dues denominacions errades per a la llengua neerlandesa.
- El neerlandès que es parla a Bèlgica avui. Segons qui, la diferència és tan petita o tan gran com català i valencià. Hi ha un accent, paraules i entonacions típiques. Els filòlegs generalment prefereixen l'expressió neerlandès de Bèlgica o neerlandès meridional.[cal citació]
- El flamenc occidental (codi ISO 639-3: vls): els dialectes parlats al Flandes francès, la província Flandes Occidental i Flandes zelandès.
- El flamenc oriental, o el dialecte parlat en una part de la província del Flandes Oriental.
- La llengua intermèdia utilitzada a la Flandes moderna (una zona molt diferent del Comtat de Flandes), per una part de la població que parla un «dialecte netejat» en no voler adaptar-se al neerlandès estàndard intuït com massa foraster i en voler netejar el seu dialecte de les paraules o entonacions difícils de comprendre per gent que té un substrat dialectal molt diferent. És una adaptació al fet que, per exemple, un brugenc que parla el seu flamenc occidental sense «netejar-lo» quasi no comprendrà un lovanista que parla brabançó, un anversès que presumeix de parlar neerlandès o una persona de Hasselt que parla limburguès i viceversa.[4] L'escriptor i polemista Geert van Istendael va anomenar en un assaig del 1995 aquesta llengua el «flamenc d'urbanització» (Verkavelingsvlaams) en al·lusió als nou-rics de les urbanitzacions que volen distanciar-se del dialecte de pagès considerat com «inculte» però que són incapaços (segons van Istendael, «massa mandrosos») per aprendre la llengua com cal. Va encendre un llarg debat que vint anys després continua.[5][6]

## Altres significats
Com a adjectiu toponímic, flamenc pot significar sigui el que pertany a Flandes com a regió autònoma de Bèlgica, el que pertany a l'històric Comtat de Flandes, i, com a substantiu, un habitant d'aquesta zona.
El gènere musical flamenc provindria del fet que a la península Ibèrica es pensava que els gitanos que van crear aquesta música venien d'un lloc llunyà i del nord, doncs de Flandes.
L'au flamenc tindria el seu nom del color vermell-flama de les seves plomes o de la semblança amb el color vermell de la pell dels flamencs poc habituats al sol mediterrani.